# Día Mundial de la Salud Mental
El Día Mundial de la Salud Mental es una celebración anual que se lleva a cabo el 10 de octubre desde 1992, fue proclamada por la Federación Mundial para la Salud Mental en ese mismo año.

## Proclamación
El Día Mundial de la Salud Mental fue observado por primera vez el 10 de octubre de 1992, como una actividad anual de la Federación Mundial para la Salud Mental,(WFMH, por sus siglas en inglés) promovida por el entonces secretario general adjunto, Richard Hunter. La proclamación del día busca difundir el conocimiento en la comunidad global sobre los temas críticos de salud mental, con una voz unificada a través de la colaboración con diversos socios para tomar acción y crear un cambio duradero. En 1994, por sugerencia del entonces secretario general Eugene Brody, se implementó por primera vez el concepto de dedicar temas a las celebraciones. El día se ha convertido en una ocasión valiosa para que los departamentos gubernamentales, organizaciones e individuos comprometidos organizaran programas enfocados en aspectos del cuidado de la salud mental.

## Celebración
Este día se celebra el 10 de octubre. La primera celebración oficial del día se llevó a cabo en 1992. Desde entonces se ha convertido  en una plataforma para generar conciencia en la comunidad global de una manera empática. Las actividades típicas incluyen conferencias, seminarios, campañas de sensibilización y eventos comunitarios, todos dirigidos a mejorar la comprensión y el apoyo para la salud mental. Cada año, la WFMH propone un tema que guía las actividades y el enfoque de la celebración.

## Temas

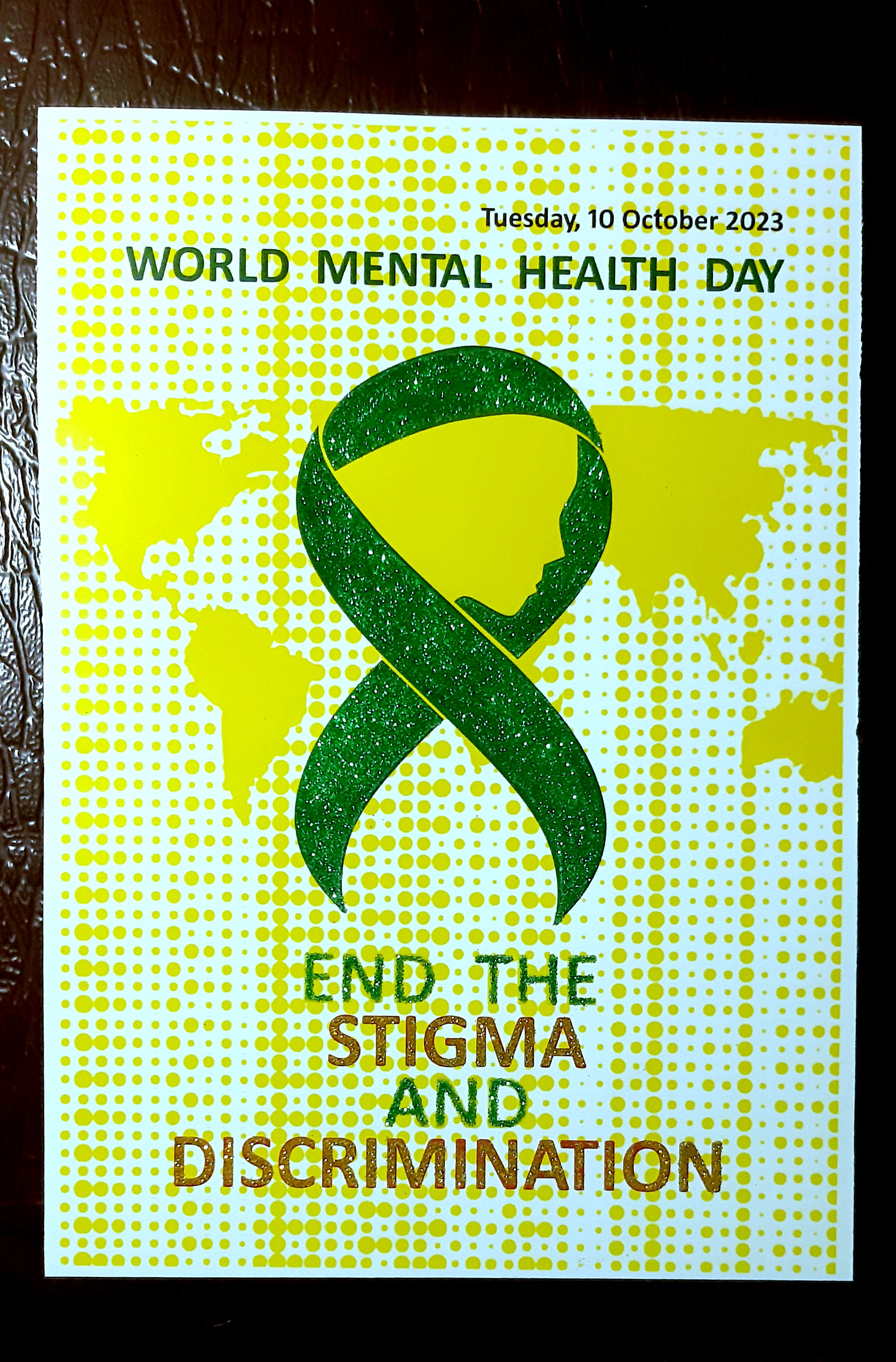
Póster del Día Mundial de la Salud Mental en 2023. La cinta verde es el símbolo de la salud mental.

Resumen de temas desarrollados por la WFMH
- 1992-93: An Annual Activity of WFMH, ('Una actividad anual de la Federación Mundial para la Salud Mental')
- 1994: Improving the Quality of Mental Health Services throughout the World, ('Mejorar la calidad de los servicios de salud mental en todo el mundo')
- 1996: Women and Mental Health, ('Las mujeres y la salud mental')
- 1997: Children and Mental Health, ('Los niños y la salud mental')
- 1998: Mental Health and Human Rights, ('La salud mental y los derechos humanos')
- 1999: Mental Health and Ageing, ('La salud mental y el envejecimiento')
- 2000-01: Mental Health and Work, ('La salud mental y el trabajo')
- 2002: The Effects of Trauma and Violence on Children & Adolescents, ('Los efectos del trauma y la violencia en los niños y adolescentes')
- 2003: Emotional and Behavioural Disorders of Children & Adolescents, ('Trastornos emocionales y conductuales de los niños y adolescentes')
- 2004: The Relationship Between Physical and Mental Health: co-occurring disorders, ('La relación entre la salud física y mental: trastornos concurrentes')
- 2005: Mental and Physical Health Across the Life Span, ('Salud mental y física a lo largo de la vida')
- 2006: Building Awareness –Reducing Risk: Mental Illness & Suicide, ('Construir conciencia - Reducir el riesgo: Enfermedad mental y suicidio')
- 2007: Mental Health in A Changing World: The Impact of Culture and Diversity, ('La salud mental en un mundo cambiante: El impacto de la cultura y la diversidad')
- 2008: Making Mental Health a Global Priority: Scaling up Services through Citizen Advocacy and Action, ('Hacer de la salud mental una prioridad global: Ampliar los servicios a través de la defensa y la acción ciudadana')
- 2009: Mental Health in Primary Care: Enhancing Treatment and Promoting Mental Health, ('La salud mental en la atención primaria: Mejorar el tratamiento y promover la salud mental')
- 2010: Mental Health and Chronic Physical Illnesses, ('La salud mental y las enfermedades físicas crónicas')
- 2011: The Great Push: Investing in Mental Health, ('El gran impulso: Invertir en salud mental')
- 2012: Depression: A Global Crisis, ('La depresión: Una crisis global')
- 2013: Mental Health and Older Adults, ('Salud mental y adultos mayores')
- 2014: Living With Schizophrenia, ('Vivir con esquizofrenia')
- 2015: Dignity in Mental Health, ('La dignidad en la salud mental')
- 2016: Psychological and Mental Health First Aid, ('Primeros auxilios psicológicos y de salud mental')
- 2017: Mental Health in the Workplace, ('La salud mental en el lugar de trabajo')
- 2018: Young People and Mental Health in a Changing World, ('Los jóvenes y la salud mental en un mundo cambiante')
- 2019: Mental Health Promotion and Suicide Prevention, ('Promoción de la salud mental y prevención del suicidio')
- 2020: Mental Health for all – Greater investment – Greater access, ('Salud mental para todos - Mayor inversión - Mayor acceso')
- 2021: Mental Health in an Unequal World, ('La salud mental en un mundo desigual')
- 2022: Make mental health & well-being for all a global priority, ('Hacer de la salud mental y el bienestar una prioridad global')
- 2023: Mental health is a universal human right, ('La salud mental es un derecho humano universal')
- 2024: It is Time to Prioritize Mental Health in the Workplace,[5] (Es hora de priorizar la salud mental en el puesto de trabajo')